# Granovští z Granova
Granovští z Granova byli původně pražský měšťanský rod, povýšený do rytířského stavu.

## Historie
V roce 1542 byl staroměstský pražský měšťan Jakub Granovský od krále Ferdinanda I. povýšen do rytířského stavu, kdy mu byl udělen erb a predikát z Granova. Jakub Granovský sloužil jako císařský úředník a správce Ungeltu a za spolehlivé služby mu panovník roku 1558 přenechal pozemek, na němž si Granovští z Granova vystavěli renesanční rodový palác Granovských v pražském Týně (Ungeltu).

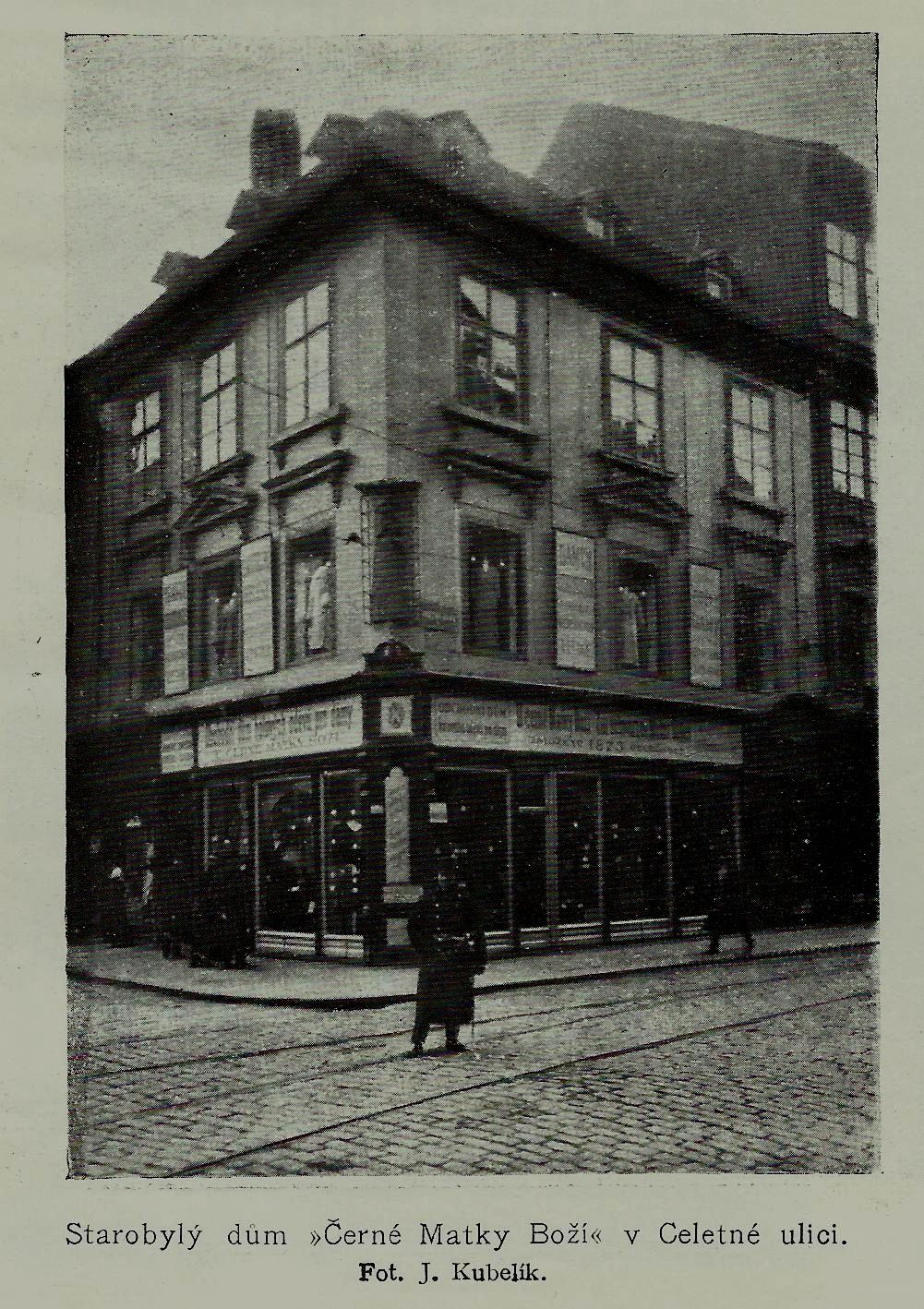
Původní barokní městský dům rytířů z Granova, stržený v roce 1911. Na jeho místě vznikl kubistický dům U Černé Matky Boží

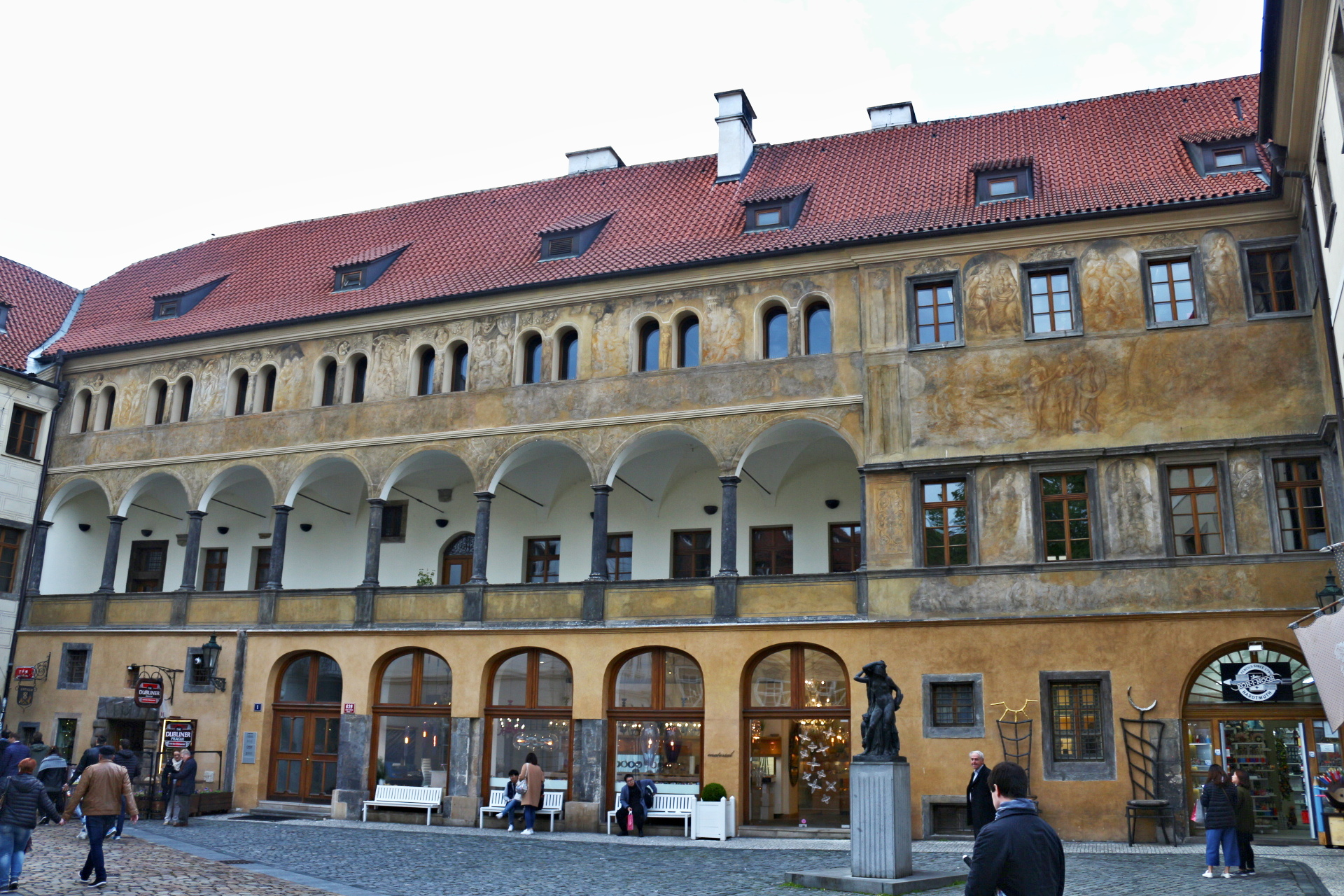
Renesanční palác Granovských z Granova v pražském Ungeltu

Další člen rodu, sekretář české komory Kašpar Granovský z Granova, zůstal při prvním stavovském povstání v roce 1547 věrný císaři Ferdinandovi I. a za svou věrnost získal dvůr Toušice u Kouřimi. V roce 1556 získal také panství Vršovice, tehdy za hranicemi Prahy. Granovští posléze ves v dobrém stavu prodali panu Trčkovi z Lípy. Trčka však v době konfiskací (1620) přišel o majetek a vesnice i s tvrzí připadla Šternberkům a příbuzné rodině Paarů.
Od roku 1559 Granovští drželi také panství Vlkavu, kterou Václav Mikuláš Habartický z Habartic kvůli sporům se sousedy prodal Kašparovi Granovskému. Panství poté přešlo na jeho dceru Annu a po jejím sňatku s Janem Chlívenským z Ryzenska manželé nechávají starou dřevěnou tvrz přestavět na kamennou. Panství i s tvrzí roku 1608 zdědil jejich syn Adam, který jej prodal zpět Habarticům, konkrétně Adamu Linhartovi z Neuenbergu s manželkou Hedvikou z Habartic.
V Praze drželi také měšťanský dům U Černé Matky Boží, který byl roku 1911 zbořen a na jeho místě vznikl současný kubistický dům U Černé Matky Boží.
Rod Granovských vymřel v první polovině 17. století. Predikát z Granova získává Jan Ledecký (hejtman panství Brandýs a Přerova) a jeho bratr Burian Ledecký.

## Erb
Erb udělený Granovským roku 1542 představoval černě a zlatě štípený štít, v jehož levé polovině byly tři šikmé zlaté pruhy a mezi nimi tři zlaté květy růže. Klenot tvoří dvě orlí křídla rovněž štípená zlatě a černě, na jednom byla jedna růže zlatá a na druhém černá a mezi nimi třetí růže napůl zlatá a napůl černá.

## Členové rodu
- Jakub Granovský z Granova
- Kašpar Granovský z Granova
- Anna Granovská z Granova